# Вернер Добберштайн
Вернер Добберштайн (нім. Werner Dobberstein; 4 квітня 1911, Роґґенгаузен — 25 лютого 1993, Аренсбург) — німецький офіцер. капітан-лейтенант крігсмаріне. Кавалер Лицарського хреста Залізного хреста.

## Біографія
В квітні 1930 року вступив на службу у ВМФ. Пройшов підготовку на навчальному кораблі «Ніоба», легкому крейсері «Емден» та гідрографічному судні «Метеор». Закінчив артилерійську школу в Кілі та торпедну школу у Фленсбурзі-Мюрвіку. В жовтні 1934 року призначений 1-м вахтовим офіцером на тральщик М-133. З 1938 року — командир корабля супроводу F-8, з червня 1939 року — ротний командир флотського екіпажу. З червня 1940 року командував 5-ою флотилією катерів-тральщиків. В лютому 1943 року переведений в ОКМ референтом Штабу керівництва морською війною.

## Нагороди
- Пам'ятна Олімпійська медаль
- Медаль «За вислугу років у Вермахті» 4-го класу (4 роки)
- Медаль «У пам'ять 1 жовтня 1938» (26 жовтня 1939)
- Медаль «У пам'ять 22 березня 1939 року» (26 жовтня 1939)
- Нагрудний знак мінних тральщиків
- Залізний хрест
  - 2-го класу (16 липня 1940)
  - 1-го класу (12 вересня 1940)
- Лицарський хрест Залізного хреста (4 вересня 1941) — як капітан-лейтенант і начальник 5-ї флотилії R-катерів.
- Орден Хреста Свободи 3-го класу (Фінляндія)